# Breganze Pinot bianco
Il Breganze Pinot bianco è un vino DOC la cui produzione è consentita nella provincia di Vicenza.

## Caratteristiche organolettiche
- colore: bianco paglierino chiaro.
- odore: profumo delicato, gradevole, caratteristico.
- sapore: secco, armonico e vellutato, con o senza persistenza gradevole di legno

## Produzione
Provincia, stagione, volume in ettolitri
- Vicenza  (1990/91)  2377,99
- Vicenza  (1991/92)  2880,47
- Vicenza  (1992/93)  3802,96
- Vicenza  (1993/94)  3296,5
- Vicenza  (1994/95)  2215,25
- Vicenza  (1995/96)  2670,23
- Vicenza  (1996/97)  2561,62